# وقتی منو بگیری باهام چکار می‌کنی؟
وقتی منو بگیری باهام چکار می‌کنی؟ (به لهستانی: Co mi zrobisz, jak mnie złapiesz?) یک فیلم کمدی لهستانی به کارگردانی استانیسواف باریا است که در سال ۱۹۷۸ منتشر شد.
این فیلم دارای مضامین مشترک بسیاری با سایر کمدی‌های باریا، به‌ویژه تدی خرسه، با تأکید بر پوچ بودن مطلق زندگی زیر یوغ کمونیسم است. فیلمنامهٔ این فیلم همچون دیگر کمدی‌های اسکروبال استانیسواف باریاT بسیار پیچیده‌است و شامل چندین داستان به‌هم‌پیوسته و همچنین صحنه‌هایی از زندگی روزمره شهروندان نگون‌بخت ورشو است.

## گزیدهٔ بازیگران
- کشیشتف کوالفسکی
- برونیسواف پاولیک
- استانیسواف تیم
- اوا ویشنیفسکا
- اوا ژنتک
- آندژی فدوروویچ
- استفان فریدمان
- یانوش گایوس
- مارک بارگیه‌ئوفسکی
- زجیسواف ماکلاکیه‌ویچ
- واندا استانیسوافسکا-لُت
- زوفیا مرل
- استانیسواف گاولیک
- وویچیخ زاگورسکی
- تادئوش پلوچینسکی
- ایزابلا اولِـینیک
- یادویگا کوریلوک
- یژی موس
- استانیسواف باریا
- ماریا کانیه‌فسکا
- یژی دوشینسکی
- کاژیمیش کاچور
- یانوش زاکژینسکی
- وویچیخ پوکرا
- یژی سنوتا
- ماریان وانچ
- دامیان دامینتسکی
- یوزف نالبرچاک
- زجیسواف شیماینسکی
- کریستینا کوئوجِـیچیک
- مارک بارگیه‌ئوفسکی